# 極限戰士 (戰鎚40000)
《極限戰士》（英語：Ultramarines: A Warhammer 40,000 Movie）是一部以Games Workshop知名的桌上遊戲《戰鎚40000》為主題的科幻電影，其中以星際戰士極限戰團為主角。

## 故事劇情
《極限戰士》的故事由星際戰士極限戰團收到來自Mithron行星的求救訊號開始，該星有一聖殿由帝國之拳（Imperial Fists）的一整個連隊守護，如果該星發出了這樣的訊號，那麼表示狀況應該是非同小可。極限戰團的Severus連長於是從他們恰好行經該處的攻擊巡洋艦出發，領著十人的極限戰團小隊前往Mithron。在這小隊中，Verenor與Proteus都急於展現自己的能耐。
極限戰團小隊發現該行星上經過一場慘烈的戰鬥，不少帝國之拳的戰士們戰死。在前往求救訊號的發出地點途中，小隊遭遇了小批混沌星際戰士黑色軍團（Black Legion）的襲擊，數人不幸在戰鬥中死去。在消滅了這些叛徒以後，極限戰士們繼續前進。這次一個惡魔王子（Daemon Prince）對他們展開突擊，惡魔殺死了一名星際戰士，然後在與Severus連長的戰鬥中和他一起墜落到深不見底的山谷中。失去了他們的連長，指揮小隊的職責落到了Proteus身上。
經過一番跋涉，小隊終於和殘餘的兩名帝國之拳戰士，Carnak牧師以及Nidon會合。這兩人的任務是守護Liber Mithrus，這是一本在戰團創始之初由帝皇（The Emperor）本人親自賜與他們的書。然而，Verenor與Proteus都質疑這兩人是如何能存活這麼久的。
當小隊返回撤離點時，大批黑暗軍團的戰士對他們發動了攻擊。在激烈的戰鬥中，極限戰士殺掉了不少敵人，但也損失慘重。在小隊即將要覆滅時，Severus連長出現了，在他的幫助下，小隊成功撤回他們的攻擊巡洋艦上。之後，Proteus對連長吐露了他對Carnak以及Nidon的懷疑。連長於是要求兩人讓他翻閱Liber Mithrus，然而他隨即發現該書完全是一片空白。Severus宣佈Carnak已經受混沌影響，並馬上殺了他。然而，Proteus卻發現連長是惡魔偽裝的，真正的連長早就死在Mithron星上了。惡魔接著一個接一個殺掉小隊的隊員，藥劑師Pythol受了重傷，除此以外只有Proteus、Verenor和Nidon活下來。三人前去對抗Severus，然而兩人被擊退，Proteus被抓住。惡魔吐露了他的計劃：他將佔據Proteus，跟著攻擊巡洋艦回到極限戰團的家鄉馬克拉格（Macragge），利用Liber Mithrus開啟通往亞空間（Warp）的門，而自亞空間而出的惡魔們將消滅馬克拉格。重傷的藥劑師此刻突然出現，犧牲自己把惡魔從Proteus身邊打跑。藥劑師替Proteus爭取到了足夠的時間，取出戰團聖物雷霆之鎚（Thunder Hammer）。透過這把神聖的武器，Proteus成功地消滅惡魔，拯救了戰團和馬克拉格。
最後，Proteus升為士官，而Verenor成為他的副手。兩名戰士都準備好要帶領他們的小隊投入下一場戰鬥。

## 配音員
- Terence Stamp - Severus連長
- 約翰·赫特 - Carnak牧師
- Sean Pertwee - Proteus
- Steve Waddington - Verenor
- 唐纳德·桑普特 - Pythol藥劑師
- Johnny Harris - Nidon
- Ben Bishop - Crastor士官、Junor和Remulus
- Gary Martin - Hypax、Maxillius和Decius
- Christopher Finney - Boreas和Lycos

## 發行
特別版DVD附有一本32頁的圖像小說Hard Choices 'What happened on Algol?'，該書由Dan Abnett撰寫，並由知名的漫畫書藝術家David Roach插畫，特別版預定在2010年11月29日在世界各地發行。然而，根據Codex Pictures 在2010年11月29日的聲明，因為一個生產上的問題，DVD的發行延遲了。該問題的詳細內容並未公布，不過Codex Pictures聲名說這問題和DVD無關，而是和典藏版DVD的一項物品有關。
Codex Pictures之後宣佈該影片會在12月6日星期一上市，而且他們將優先處理影片的發行，依照他們收到訂單的日期把貨送到顧客那裡，最後一份在該周的週末送出。然而，這並未解決所有問題，有許多人早在10月就下了訂單，至2011年1月27日卻仍未收到他們的貨品。這件事又被Codex Pictures的網站仍在販賣的DVD混淆的更深，並且他們沒有清楚地警告前述媒體的供應是有問題的。 

## 評價
《極限戰士》預先的放映由一小群選定的觀眾給出了不錯的回應。然而，這部片的CGI和動畫被一些人認為有點廉價的味道：CGI讓極限戰士們看起來「高」而「瘦」，同時不少影片的場景是由灰塵掩蓋的；最大的不滿則是，考量到戰鎚美術包含的細節和創意以後，這部片看起來很廉價、製作的匆忙、而且簡單。
也有些人認為故事劇情過於簡單，進展緩慢，並缺乏神祕感和重要感。影片對於視覺性細節的注重也被提到，例如在背景的每片彩色玻璃都有他們的故事。影片在IMDB上使用者平均評分為5.8/10。

## 外部連結
- 官方网站
- 官方製作部落格
- 官方YouTube頻道 （页面存档备份，存于）
- 官方Twitter （页面存档备份，存于）
- 官方Flickr （页面存档备份，存于）
- Facebook上的愛好者頁面 （页面存档备份，存于）